# 第22回ゴールデンラズベリー賞
第22回ゴールデンラズベリー賞は、第74回アカデミー賞授賞式前日の2002年3月23日にカリフォルニア州サンタモニカで発表・授賞式が行われた。
本年は『フレディのワイセツな関係』のトム・グリーンが出席したことでも話題になった。グリーンは白塗りの高級車で会場に乗りつけ、タキシード姿で登場。車を降りるやいなや持参したレッドカーペットを自ら転がし広げて会場入りした。その際のインタビューで「映画を撮り始めた頃からラジー賞が欲しかった。その夢が叶ったんだ」と語り、参加者を大いに喜ばせた。受賞者の出席は第16回でのポール・バーホーベン以来2度目のこと。

## 受賞とノミネートの一覧
受賞は太字、それ以外はノミネートである。

### 最低作品賞
- ドリヴン
- フレディのワイセツな関係
- グリッター きらめきの向こうに
- パール・ハーバー
- スコーピオン

### 最低男優賞
- ベン・アフレック - パール・ハーバー
- ケビン・コスナー - スコーピオン
- トム・グリーン - フレディのワイセツな関係
- キアヌ・リーブス - 陽だまりのグラウンド、スウィート・ノベンバー
- ジョン・トラボルタ - ドメスティック・フィアー、ソードフィッシュ

### 最低女優賞
- マライア・キャリー - グリッター きらめきの向こうに
- ペネロペ・クルス - ブロウ、コレリ大尉のマンドリン、バニラ・スカイ
- アンジェリーナ・ジョリー - トゥームレイダー、ポワゾン
- ジェニファー・ロペス - エンジェル・アイズ、ウェディング・プランナー
- シャーリーズ・セロン - スウィート・ノベンバー

### 最低助演男優賞
- マックス・ビーズリー - グリッター きらめきの向こうに
- チャールトン・ヘストン - キャッツ&ドッグス、PLANET OF THE APES/猿の惑星、フォルテ
- バート・レイノルズ - ドリヴン
- シルヴェスター・スタローン - ドリヴン
- リップ・トーン - フレディのワイセツな関係

### 最低助演女優賞
- ドリュー・バリモア - フレディのワイセツな関係
- コートニー・コックス - スコーピオン
- ジュリー・ハガティ - フレディのワイセツな関係
- ゴールディ・ホーン - フォルテ
- エステラ・ウォーレン - ドリヴン、PLANET OF THE APES/猿の惑星

### 最低スクリーンカップル賞
- ベン・アフレック & ケイト・ベッキンセイルもしくはジョシュ・ハートネット - パール・ハーバー
- マライア・キャリーの胸の谷間 - グリッター きらめきの向こうに
- トム・グリーン & 彼が陵辱した動物たち - フレディのワイセツな関係
- バート・レイノルズ & シルヴェスター・スタローン - ドリヴン
- カート・ラッセル & ケビン・コスナーもしくはコートニー・コックス - スコーピオン

### 最低監督賞
- マイケル・ベイ - パール・ハーバー
- ピーター・チェルソムとウォーレン・ベイティ - フォルテ
- トム・グリーン - フレディのワイセツな関係
- ヴォンディ・カーティス＝ホール - グリッター きらめきの向こうに
- レニー・ハーリン - ドリヴン

### 最低脚本賞
- ドリヴン - シルヴェスター・スタローン、ジャン・スクレントニー、ニール・タバクニック
- フレディのワイセツな関係 - トム・グリーン、デレク・ハービー
- グリッター きらめきの向こうに - ケイト・ラニエー、シェリー・L・ウェスト
- パール・ハーバー - ランダル・ウォレス
- スコーピオン - リチャード・レッコ、デミアン・リヒテンシュタイン

### 最低リメイク及び続編賞
- クロコダイル・ダンディー in L.A.
- ジュラシック・パークIII
- パール・ハーバー
- PLANET OF THE APES/猿の惑星
- スウィート・ノベンバー